# Estación Villa Guillermina
Villa Guillermina era una estación de ferrocarril ubicada en las afueras de la localidad homónima, Departamento General Obligado, provincia de Santa Fe, Argentina

## Servicios
Era la estación terminal del Ramal F15 del Ferrocarril General Belgrano.